# Mistrzostwa Świata w Piłce Nożnej Plażowej 2007
XIII Mistrzostwa Świata w Piłce Nożnej Plażowej – turniej piłki nożnej plażowej, który odbył się w dniach 2-11 listopada 2007 w Rio de Janeiro na Copacabanie w Brazylii pod patronatem FIFA i Beach Soccer Worldwide, który wyłonił mistrza świata w plażowej piłce nożnej.
Po 9 dniach walki na piaszczystej powierzchni wyłoniono mistrza. Okazała się nim być Brazylia, która sięgnęła zarazem po 11. tytuł w historii tych rozgrywek i obroniła tytuł wywalczony przed rokiem. W finale pokonali oni Meksyk. Brązowy medal zdobyli Urugwajczycy.

## Uczestnicy mistrzostw
| Drużyna                      | Strefa kwalifikacyjna | Liczba występów do tej pory | Najlepszy wynik                                                          | Ostatni występ |
| ---------------------------- | --------------------- | --------------------------- | ------------------------------------------------------------------------ | -------------- |
| Zjednoczone Emiraty Arabskie | Azja                  | debiutant                   | debiutant                                                                | debiutant      |
| Japonia                      | Azja                  | 5                           | IV miejsce (2000, 2006)                                                  | 2006           |
| Iran                         | Azja                  | 1                           | Faza Grupowa (2006)                                                      | 2006           |
| Nigeria                      | Afryka                | 1                           | Faza Grupowa (2006)                                                      | 2006           |
| Senegal                      | Afryka                | debiutant                   | debiutant                                                                | debiutant      |
| Meksyk                       | Ameryka Północna      | debiutant                   | debiutant                                                                | debiutant      |
| Stany Zjednoczone            | Ameryka Północna      | 11                          | II miejsce (1995)                                                        | 2006           |
| Argentyna                    | Ameryka Południowa    | 10                          | III miejsce (2001)                                                       | 2006           |
| Brazylia                     | Ameryka Południowa    | 12                          | Mistrzostwo (1995, 1996, 1997, 1998, 1999, 2000, 2002, 2003, 2004, 2006) | 2006           |
| Urugwaj                      | Ameryka Południowa    | 12                          | II miejsce (1996, 1997, 2006)                                            | 2006           |
| Wyspy Salomona               | Oceania               | 1                           | Faza Grupowa (2006)                                                      | 2006           |
| Francja                      | Europa                | 10                          | Mistrzostwo (2005)                                                       | 2006           |
| Hiszpania                    | Europa                | 9                           | II miejsce (2003, 2004)                                                  | 2006           |
| Portugalia                   | Europa                | 10                          | Mistrzostwo (2001)                                                       | 2006           |
| Rosja                        | Europa                | 1                           | Faza grupowa (1996)                                                      | 1996           |
| Włochy                       | Europa                | 11                          | III miejsce (1996)                                                       | 2006           |

## Faza grupowa
Cztery grupy po cztery zespoły, każdy z każdym, jeden mecz. Dwa najlepsze zespoły awansują do ćwierćfinałów.

### Grupa A
| Zespół         | Pkt | M | W | WD | PD | P | Br+ | Br− | +/− |
| -------------- | --- | - | - | -- | -- | - | --- | --- | --- |
| Brazylia       | 8   | 3 | 2 | 1  | 0  | 0 | 19  | 8   | +11 |
| Meksyk         | 5   | 3 | 1 | 1  | 0  | 1 | 12  | 11  | +1  |
| Rosja          | 3   | 3 | 1 | 0  | 2  | 0 | 9   | 6   | +3  |
| Wyspy Salomona | 0   | 3 | 0 | 0  | 0  | 3 | 7   | 22  | -15 |

| 2 listopada 2007 09:30               | Rosja · Anton Szkarin 31'55'' · Egor Szajkov 34'26'' | 2:2 (dog.) k. 1:2(0:0, 0:1, 2:1)     | Meksyk · 13'57'' Ricardo Villalobos · 27'57'' Oscar Gonzales | Copacabana Beach Soccer Arena Widzów: 8 000 Sędzia: Erick Chavarria |
|                                      |                                                      |                                      |                                                              |                                                                     |
|                                      |                                                      | Rzuty karne                          |                                                              |                                                                     |
| Sergey Bolabanov · Rustam Shakmelyan |                                                      | Ricardo Villalobos · Gustavo Rosales |                                                              |                                                                     |

| 2 listopada 2007 11:00 | Brazylia · Buru 1'38'', 30'08'' (k) · Júnior Negão 5'49'', 35'55'' · Daniel 12'35'', 28'13'' · Bruno 14'42'', 26'12'' · Sidney 22'22'', 22'27'' · Duda 35'25'' | 11:2(2:0, 4:1, 5:1) | Wyspy Salomona · 22'24'' Benjamin Mela · 26'28'' James Naka | Copacabana Beach Soccer Arena Widzów: 9 500 Sędzia: Ruben Eiriz |
|                        | kartki: · Buru 23' · Duda 34' |                     | kartki: · 15', 36' James Naka · 34' Gideon Omokirio         |                                                                 |

| 4 listopada 2007 11:00 | Meksyk · Morgan Plata 4'21'' · Oscar Gonzales 9'06'' · Ricardo Villalobos 11'59'' · Francisco Cati 19'04'' | 4:6(3:2, 1:1, 0:3) | Brazylia · 9'04'', 20'22'' Buru · 10'58'' Andre · 24'13'' Júnior Negão · 24'38'' Bruno · 33'58'' Benjamin | Copacabana Beach Soccer Arena Widzów: 10 000 Sędzia: Stephan Faessler |
|                        | kartki: · Oscar Gonzales 14' · Alejandro Pozos 33'                                                         |                    | kartki: · 10' Buru                                                                                        |                                                                       |

| 4 listopada 2007 12:30 | Wyspy Salomona · Fred Hale 18'07'' · Richard Anisua 26'44'' | 2:5(0:2, 1:2, 1:1) | Rosja · 0'16', 18'10'', 29'50'' Ilia Leonov · 1'09'' Dmitri Sziszin · 23'07'' Rustam Szakmelyan | Copacabana Beach Soccer Arena Widzów: 3 000 Sędzia: Ali Sharifat |
|                        |                                                             |                    | kartki: · 18' Ilia Leonov · 18' Dmitri Sziszin                                                  |                                                                  |

| 6 listopada 2007 11:00                                            | Brazylia · Andre 18'57'' · Sidney 32'37'' | 2:2 (dog.) k. 5:4(0:0, 1:0, 1:2, 0:0)                                                                                               | Rosja · 29'29'', 30'32'' Dimitri Sziszin | Copacabana Beach Soccer Arena Widzów: 7 000 Sędzia: Istvan Meszaros |
|                                                                   |                                           | |                                          |                                                                     |
|                                                                   |                                           | Rzuty karne |                                          |                                                                     |
| Júnior Negão · Benjamin · Daniel · Sidney · Mão · Betinho · Bruno |                                           | Sergey Bolabonov · Vladimir Pavlikov · Yury Gochinskiy · Leonid Gorodnov · Dimitri Sziszin · Andrey Bukhlitskiy · Rustam Shakmelyan |                                          |                                                                     |

| 6 listopada 2007 14:00 | Wyspy Salomona · James Naka 3'47'', 21'17'', 33'49'' | 3:6(1:1, 1:2, 1:3) | Meksyk · 8'42'', 16'39'' Gustavo Rosales · 13'11'', 28'26'' Morgan Plata · 26'27'' Ricardo Villalobos · 34'30'' Alejandro Pozos | Copacabana Beach Soccer Arena Widzów: 1 000 Sędzia: Sergejus Slywa |
|                        |                                                      |                    | kartki: · 26' Ricardo Villalobos                                                                                                |                                                                    |

### Grupa B
| Zespół            | Pkt | M | W | WD | PD | P | Br+ | Br− | +/− |
| ----------------- | --- | - | - | -- | -- | - | --- | --- | --- |
| Hiszpania         | 6   | 3 | 2 | 0  | 0  | 1 | 16  | 11  | +5  |
| Portugalia        | 4   | 3 | 0 | 2  | 0  | 1 | 11  | 12  | -1  |
| Iran              | 3   | 3 | 1 | 0  | 1  | 1 | 14  | 14  | 0   |
| Stany Zjednoczone | 3   | 3 | 1 | 0  | 1  | 1 | 16  | 20  | -4  |

| 2 listopada 2007 12:30 | Portugalia · Alan 3'44'', 14'00'', 20'02'' | 3:3 (dog.) k. 1:0(1:1, 2:1, 0:1, 0:0) | Iran · 9'14'' Ali Naderi · 18'57'' (k) Moslem Mesigar · 29'36'' Faroogh Dara | Copacabana Beach Soccer Arena Widzów: 3 000 Sędzia: Ivo de Moraes |
|                        | kartki: · Belchior 9' · Rodrigues 39'      |                                       | kartki: · 33' Ali Aligoli · 39' Hamed Ghorbanpour                            |                                                                   |
|                        |                                            | Rzuty karne                           |                                                                              |                                                                   |
| Belchior               |                                            | Hamed Ghorbanpour                     |                                                                              |                                                                   |

| 2 listopada 2007 14:00 | Stany Zjednoczone · Raphael Xexeo 11'33'' · Zak Ibsen 16'47'' · Jevin Albuquerqu 25'59'' · Mario Cimienti 26'33'' | 4:8(1:1, 1:3, 2:4) | Hiszpania · 1'53'', 30'06'' Nico · 13'55'' Ivan Rumbo · 22'36'', 30'51'' Javi Alvarez · 23'46'', 33'23'', 33'42'' Amarelle | Copacabana Beach Soccer Arena Widzów: 2 000 Sędzia: Juan Rodríguez |
|                        | kartki: · Jevin Albuquerque 11' · Raphael Xexeo 30'                                                               |                    | kartki: · 11' Miguel Beiro · 15' Javi Alvarez                                                                              |                                                                    |

| 4 listopada 2007 09:30 | Hiszpania · Amarelle 13'30'' · Javier Torres 18'07'' (k) · Javi Alvarez 21'17'' · Nico 35'59'' | 4:2(0:0, 3:1, 1:1) | Portugalia · 22'54'' Bilro · 29'45'' Madjer | Copacabana Beach Soccer Arena Widzów: 8 000 Sędzia: Fabio Polito |
|                        | kartki: · Nico 10' · Javi Alvarez 30'                                                          |                    | kartki: · 18' Marinho · 35' Belchior        |                                                                  |

| 4 listopada 2007 14:00 | Iran · Ali Aligoli 16'03'' · Mohammad Ahmadzadeh 17'43'', 17'58'' · Mehdi Davoudi 27'48'' · Hamed Ghorbanpour 30'44'' · Moslem Mesigar 34'55'' | 6:7(0:2, 3:3, 3:2) | Stany Zjednoczone · 7'58'' (k), 22'33'' Joshua Nolz · 9'27'', 30'48'' Mario Chimienti · 19'43'' Yuri Morales · 22'19'' Benyam Astorga · 33'35'' Zak Ibsen | Copacabana Beach Soccer Arena Widzów: 4 000 Sędzia: George Postma |
|                        | kartki: · Hassan Abdollahi 1', 7' |                    | kartki: · 8', 33' Ronnie Silva · 11' Zak Ibsen |                                                                   |

| 6 listopada 2007 09:30 | Hiszpania · Cristian Torres 4'34'' · Miguel Beiro 13'06'' · Javier Torres 13'16'', 33'16'' | 4:5(1:3, 2:1, 1:1) | Iran · 5'58'' Moslem Mosigar · 7'56'', 33'31'' Hamed Ghorbanpour · 8'08'' Ali Aligoli · 19'23'' Mohammad Ahmadzadeh | Copacabana Beach Soccer Arena Widzów: 2 000 Sędzia: Mohamed Morsi |
|                        | kartki: · Ivan Rumbo 34'                                                                   |                    | kartki: · 6' Farid Boulokbaschi                                                                                     |                                                                   |

| 6 listopada 2007 12:30 | Stany Zjednoczone · Benyam Astorga 16'43'', 20'42'' · Joshual Nolz 25'55'' · Mario Cimienti 29'43'' · Jevin Albuquerque 34'27'' | 5:6 (dog.)(0:2, 2:2, 3:1, 0:1) | Portugalia · 1'53'', 34'29'' Madjer · 7'09'', 38'59'' Bilro · 13'13'', 17'54'' Alan | Copacabana Beach Soccer Arena Widzów: 2 000 Sędzia: Sylvain Palhies |
|                        | kartki: · Benyam Astorga 20' · Raphael Xexeo 25'                                                                                |                                | kartki: · 1' Madjer · 19', 23' Barraca · 24' Bilro                                  |                                                                     |

### Grupa C
| Zespół  | Pkt | M | W | WD | PD | P | Br+ | Br− | +/− |
| ------- | --- | - | - | -- | -- | - | --- | --- | --- |
| Senegal | 8   | 3 | 2 | 1  | 0  | 0 | 15  | 8   | +7  |
| Urugwaj | 5   | 3 | 1 | 1  | 0  | 1 | 8   | 9   | -1  |
| Włochy  | 3   | 3 | 1 | 0  | 2  | 0 | 13  | 12  | +1  |
| Japonia | 0   | 3 | 0 | 0  | 0  | 3 | 6   | 13  | -7  |

| 3 listopada 2007 11:00 | Urugwaj · Ricar 23'04'', 23'14'' · Matias 37'30'' | 3:2 (dog.)(0:1, 2:1, 0:0, 1:0) | Włochy · 5'51'' Roberto Pasquali · 16'17'' Paolo Palmacci | Copacabana Beach Soccer Arena Widzów: 6 000 Sędzia: Pedro Infantes |
|                        | kartki: · Pampero 21'                             |                                | kartki: · 35' Francesco Corosiniti                        |                                                                    |

| 3 listopada 2007 14:00 | Japonia · Shusei Yamaguchi 33'50''                    | 1:4(0:2, 0:1, 1:1) | Senegal · 4'34'' Malick Dieng · 5'27'' (k), 21'21'' Pape Koukpaki · 28'38''Gomis Mbrngue | Copacabana Beach Soccer Arena Widzów: 2 000 Sędzia: Waleed Al Ali |
|                        | kartki: · Takashi Takiguchi 6' · Katsuhiro Yoshii 17' |                    | kartki: · 17' Ngalla Sylla · 17' Bou Dioum · 33' Pape Koukpaki                           |                                                                   |

| 5 listopada 2007 09:30 | Włochy · Paolo Palmacci 4'37'' · Damiano Maiorano 9'33'' · Roberto Pasquali 23'21'', 24'33'', 26'15'' · Michele Leghissa 25'22'' | 6:3(2:1, 1:2, 3:0) | Japonia · 6'08'' Teruki Tabata · 12'50'', 21'27'' Shusei Yamaguchi | Copacabana Beach Soccer Arena Widzów: 1 000 Sędzia: Hernan Fernandez |
|                        | kartki: · Alessandro Tiberi 20' · Gianni Fruzzetti 26'                                                                           |                    |                                                                    |                                                                      |

| 5 listopada 2007 12:30 | Senegal · Mamadou Diallo 2'19'' · Pape Koukpaki 7'19'', 28'21'', 31'01'' · Ngalla Sylla 14'27'' | 5:2(2:2, 1:0, 2:0) | Urugwaj · 5'45'' Parillo · 7'53'' Ricar | Copacabana Beach Soccer Arena Widzów: 1 000 Sędzia: Franklin Quesada |
|                        |                                                                                                 |                    |                                         |                                                                      |

| 7 listopada 2007 11:00 | Senegal · Gomis Mbengue 1'27'', 18'45'' · Pape Koukpaki 7'01'', 38'35'' · Badiane Mbengue 8'42'' · Modou Thioune 34'31'' | 6:5 (dog.)(3:3, 1:2, 1:0, 1:0) | Włochy · 0'20'' Paolo Palmacci · 7'30'' (k), 8'46'' Roberto Pasquali · 12'32'' Damiano Maiorano · 15'20'' Simone Feudi | Copacabana Beach Soccer Arena Widzów: 4 500 Sędzia: Alberto Moreira |
|                        | kartki: · Paolo Palmacci 21' · Simone Feudi 28'                                                                          |                                | kartki: · 22' Pape Koukpaki · 33' Bou Dioum                                                                            |                                                                     |

| 7 listopada 2007 14:00 | Japonia · Shusei Yamaguchi 4'28'' · Takashi Arakaki 16'11'' | 2:3(1:1, 1:0, 0:2) | Urugwaj · 0'07'' Parrillo · 32'43'' Ricar · 34'10'' Pampero | Copacabana Beach Soccer Arena Widzów: 1 000 Sędzia: George Postma |
|                        | kartki: · Takashi Arakaki 33'                               |                    |                                                             |                                                                   |

### Grupa D
| M  | Reprezentacja                | L.m. | Zw. | Zw.pd. | Por. | Bramki | R.br. | Pkt |
| 1. | Nigeria                      | 3    | 1   | 2      | 0    | 14:12  |       |     |
| 7  |                              |      |     |        |      |        |       |     |
| 2. | Francja                      | 3    | 1   | 1      | 1    | 11:10  |       |     |
| 5  |                              |      |     |        |      |        |       |     |
| 3. | Argentyna                    | 3    | 1   | 0      | 2    | 9:9    | 0     | 3   |
| 4. | Zjednoczone Emiraty Arabskie | 3    | 0   | 0      | 3    | 13:16  |       |     |
| 0  |                              |      |     |        |      |        |       |     |

3 listopada 2007
| Nigeria                          | 5 – 3 (1-1, 4-2, 0-0) | Argentyna                       | 09:30 Sędzia: Istvan Meszaros (Węgry) Widzów: 4.000 |
| Idoko Ibrahim 4′04″              |                       | Gustavo Casado 8′37″            |                                                     |
| Osahon Uhunmwangho 12′07″        |                       | Santiago Hilaire 22′23″         |                                                     |
| Ifeanyi Onigbo 15′53″            |                       | Federico Andrade 23′31″ – karny |                                                     |
| Ogbonnaya Okemmiri 16′59″ 21′23″ |                       |                                 |                                                     |

3 listopada 2007
| Zjednoczone Emiraty Arabskie      | 5 - 6 (1-3, 2-2, 2-1) | Francja                                  | 12:30 Sędzia: Renato De Carlos (Hiszpania) Widzów: 3.000 |
| Haidar Bashir 4'16" 22'07" 25'21" |                       | Jeremy Basquaise 3'14" 8'32"             |                                                          |
| Qambar Sadeqi 19'44"              |                       | Didier Samoun 8'59" 17'52" 21'44" 35'15" |                                                          |
| Hassan Aljesmi 34'50"             |                       |                                          |                                                          |

5 listopada 2007
| Argentyna                     | 4 - 2 (1-1, 2-1, 1-0) | Zjednoczone Emiraty Arabskie | 11:00 Sędzia: Ruben Eiriz (Hiszpania) Widzów: 1.000 |
| Federico Hilaire 1'30" 26'12" |                       | Rami Al Mesaabi 4'32"        |                                                     |
| Facundo Minici 15'00"         |                       | Qambar Sadeqi 21'49"         |                                                     |
| Gustavo Casado 20'45"         |                       |                              |                                                     |

5 listopada 2007
| Francja                  | 3 - 3 (0-1, 1-1, 2-1) k. 2:3 | Nigeria                  | 14:00 Sędzia: Alberto Moreira (Brazylia) Widzów: 1,300 |
| Laurent Castro 12'21"    |                              | Uga Okpara 10'51" 19'35" |                                                        |
| Stephane Francois 35'10" |                              | Suleman Usman 32'27"     |                                                        |
| Jeremy Basquaise 35'38"  |                              |                          |                                                        |

7 listopada 2007
| Francja                       | 2 - 2 (2-0, 0-1, 0-1) k. 2 : 1 | Argentyna               | 09:30 Sędzia: Erick Chavarrian (Kostaryka) Widzów: 5.000 |
| Jeremy Basquaise 2'57" 35'05' |                                | Ezequiel Hilaire 17'41" |                                                          |
| Stephane Francois 5'37"       |                                | Facundo Minici 25'43"   |                                                          |

7 listopada 2007
| Zjednoczone Emiraty Arabskie       | 6 - 6 (1-1, 1-2, 1-3) k. 0 : 1 | Nigeria                                   | 12:30 Sędzia: Ivo De Moraes (Brazylia) Widzów: 1.000 |
| Bakhit Alabadla 8'59" 9'59" 22'11" |                                | Uga Okpara 3'32"                          |                                                      |
| Ali Albloushi 11'05"               |                                | Ogbonnaya Okemmiri 3'47"                  |                                                      |
| Ali Karim 21'37"                   |                                | Isiaka Olawale 4'42" 6'18" – karny 14'31" |                                                      |
| Haidar Bashir 34'33"               |                                | Suleman Usman 30'09"                      |                                                      |

## Faza pucharowa
|  |                  |             |                   |                   |   |          |                   |          |  |  |       |       |       |
|  | Ćwierćfinał      | Ćwierćfinał | Ćwierćfinał       |                   |   | Półfinał | Półfinał          | Półfinał |  |  | Finał | Finał | Finał |
|  | Ćwierćfinał      | Ćwierćfinał | Ćwierćfinał       |                   |   | Półfinał | Półfinał          | Półfinał |  |  | Finał | Finał | Finał |
|  | 8 listopada 2007 |             |                   |                   |   |          |                   |          |  |  |       |       |       |
|  |                  |             |                   |                   |   |          |                   |          |  |  |       |       |       |
|  | Hiszpania        | Hiszpania   | 4                 |                   |   |          |                   |          |  |  |       |       |       |
|  | Hiszpania        | Hiszpania   | 4                 | 10 listopada 2007 |   |          |                   |          |  |  |       |       |       |
|  | Meksyk           | Meksyk      | 5                 |                   |   |          |                   |          |  |  |       |       |       |
|  | Meksyk           | Meksyk      | 5                 |                   |   | Meksyk   | Meksyk            | 5        |  |  |       |       |       |
|  | 8 listopada 2007 |             |                   |                   |   | Meksyk   | Meksyk            | 5        |  |  |       |       |       |
|  |                  |             | Urugwaj           | Urugwaj           | 2 |          |                   |          |  |  |       |       |       |
|  | Nigeria          | Nigeria     | Urugwaj           | Urugwaj           | 2 | 1        |                   |          |  |  |       |       |       |
|  | Nigeria          | Nigeria     |                   |                   |   | 1        | 11 listopada 2007 |          |  |  |       |       |       |
|  | Urugwaj          | Urugwaj     | 3                 |                   |   |          |                   |          |  |  |       |       |       |
|  | Urugwaj          | Urugwaj     | 3                 |                   |   | Meksyk   | Meksyk            | 2        |  |  |       |       |       |
|  | 8 listopada 2007 |             |                   |                   |   | Meksyk   | Meksyk            | 2        |  |  |       |       |       |
|  |                  |             | Brazylia          | Brazylia          | 8 |          |                   |          |  |  |       |       |       |
|  | Brazylia         | Brazylia    | Brazylia          | Brazylia          | 8 | 10       |                   |          |  |  |       |       |       |
|  | Brazylia         | Brazylia    | 10 listopada 2007 |                   |   | 10       |                   |          |  |  |       |       |       |
|  | Portugalia       | Portugalia  | 7                 |                   |   |          |                   |          |  |  |       |       |       |
|  | Portugalia       | Portugalia  | 7                 |                   |   | Brazylia | Brazylia          | 6        |  |  |       |       |       |
|  | 8 listopada 2007 |             |                   |                   |   | Brazylia | Brazylia          | 6        |  |  |       |       |       |
|  |                  |             | Francja           | Francja           | 2 |          |                   |          |  |  |       |       |       |
|  | Senegal          | Senegal     | Francja           | Francja           | 2 | 3        |                   |          |  |  |       |       |       |
|  | Senegal          | Senegal     |                   |                   |   |          |                   |          |  |  |       |       |       |
|  | Francja          | Francja     | 6                 |                   |   |          |                   |          |  |  |       |       |       |
|  | Francja          | Francja     | 6                 |                   |   |          |                   |          |  |  |       |       |       |

## Ćwierćfinały
8 listopada 2007 1 mecz ćwierćfinału
| Hiszpania              | 4 - 5 (0-0, 3-2, 1-3) | Meksyk                                   | 09:30 Sędzia: Stephan Faessler (Szwajcaria) Widzów: 10,720 |
| Javi Alvarez 13'40"    |                       | Ricardo Villalobos 15'44" – karny 33'03" |                                                            |
| Miguel Beiro 14'00"    |                       | Oscar Gonzales 17'50"                    |                                                            |
| Cristian Torres 15'46" |                       | Morgan Plata 25'53"                      |                                                            |
| Adam 31'13"            |                       | Moises Salazar 31'43"                    |                                                            |
| Nico 15'43'            |                       |                                          |                                                            |
| Javier Torres 23'54'   |                       |                                          |                                                            |
| Juanma 24'45'          |                       |                                          |                                                            |

8 listopada 2007 2 mecz ćwierćfinału
| Brazylia                  | 10-7 (4-3, 2-1, 4-3) | Portugalia                               | 11:00 Sędzia: Sergejus Slywa (Litwa) Widzów: 10.000 |
| Sidney 1'34" 3'16"        |                      | Madjer 1'00" 12'07" 26'36" 27'37" 33'44" |                                                     |
| Andre 10'25" 26'33"       |                      | Alan 2'46"                               |                                                     |
| Buru 11'54" 34'31" 35'09" |                      | Hernani 4'20"                            |                                                     |
| Daniel 12'04" 29'19"      |                      |                                          |                                                     |
| Bruno 15'22"              |                      |                                          |                                                     |

8 listopada 2007 3 mecz ćwierćfinału
| Senegal               | 3 - 6 (0-2, 2-1, 1-3) | Francja                         | 12:30 Sędzia: Juan Rodriguez (Argentyna) Widzów: 6.000 |
| Alassane Thiaw 12'20" |                       | Sebastien Perez 0'26"           |                                                        |
| Malick Dieng 13'00"   |                       | Thierry Ottavy 2'26"            |                                                        |
| Gomis Mbengue 26'22"  |                       | Tony Ruggeri 16'47"             |                                                        |
| Mamadou Diallo 25'22' |                       | Stephane Francois 26'51" 32'50" |                                                        |
|                       |                       | Gregory Tanagro 29'12"          |                                                        |

8 listopada 2007 4 mecz ćwierćfinału
| Nigeria              | 1 - 3 (0-0, 0-0, 1-3) | Urugwaj         | 14:00 Sędzia: Fabio Polito (Włochy) Widzów: 1.000 |
| Idoko Ibrahim 35'16" |                       | Matias 28'10"   |                                                   |
|                      |                       | Ricar 33'30"    |                                                   |
|                      |                       | Parrillo 35'13" |                                                   |

## Półfinały
10 listopada 2007 1 mecz półfinału
| Meksyk                                  | 5 - 2 (1-1, 1-1, 3-0) | Urugwaj            | 09:30 Sędzia: Sergejus Slywa (Litwa) Widzów: 10.000 |
| Morgan Plata 0'53" 19'33" 31'37" 34'43" |                       | Ricar 3'03" 23'33" |                                                     |
| Ricardo Villalobos 35'30"               |                       |                    |                                                     |

10 listopada 2007 2 mecz półfinału
| Brazylia              | 6 - 2 (3-1, 1-0, 2-1) | Francja                 | 11:00 Sędzia: Istvan Meszaros (Węgry) Widzów: 10.000 |
| Buru 0'06" 1'31"      |                       | Sebastien Perez 0'04"   |                                                      |
| Bruno 8'33" 15'07"    |                       | Jeremy Basquaise 34'59" |                                                      |
| Betinho 32'35" 33'14" |                       |                         |                                                      |

## Mecz o 3 miejsce
11 listopada 2007
| Urugwaj              | 2 - 2 (1-2, 0-0, 1-0) k. 1 : 0 | Francja                      | 12:30 Sędzia: Fabio Polito (Włochy) Widzów: 10.000 |
| Pampero 5'57" 29'44" |                                | Jeremy Basquaise 0'10" 9'16" |                                                    |
|                      |                                | Samir Belamri 31'00"'        |                                                    |

## Finał
11 listopada 2007
| Meksyk                    | 2 - 8 (0-2, 1-4, 1-2) | Brazylia            | 14:00 Sędzia: Ruben Eiriz (Hiszpania) Widzów: 10.000 |
| Ricardo Villalobos 13'25" |                       | Andre 8'09" 27'40"  |                                                      |
| Morgan Plata 35'28"       |                       | Bruno 10'49" 15'46" |                                                      |
|                           |                       | Benjamin 13'23"     |                                                      |
|                           |                       | Buru 18'01"         |                                                      |
|                           |                       | Betinho 21'25"      |                                                      |
|                           |                       | Junior Negao 35'26" |                                                      |

## Nagrody indywidualne
| Złote Buty | Złota Piłka | FIFA Fair Play |
| ---------- | ----------- | -------------- |
| - Buru     | - Buru      | - Brazylia     |